# ساون (شهر)
سَاوَن (بالبنجابية: ساؤݨ؛ بالهندستانية: ساون) هو الشهر الخامس حسب التقويم السيخي، ويتزامن ما بين 16 يوليو و 15 أغسطس من التقويم الغريغوري ومكون من 31 يوم.

## مناسبات الشهر
- 1 ساوان: بداية الشهر.
- 8 ساوان: ميلاد الغورو هار كيشان.
- 1 بهادون: نهاية شهر ساوان وبداية شهر بهادون.